# BTR-50
El BTR-50 (BTR significa Bronetransporter (ruso: БТР, Бронетранспортёр), literalmente "transportador blindado") es un vehículo transporte blindado de personal (APC) anfibio con orugas soviético basado en el chasis del tanque ligero PT-76. El BTR-50 fue desarrollado en 1952 y entró en servicio en el ejército soviético en 1954. Dejó de producirse en 1970. El BTR-50 prestó servicio en la Guerra de los Seis Días de 1967, la guerra de Yom Kipur de 1973 y, más recientemente, en la Guerra Ruso-Ucraniana.
El BTR-50 comparte similitudes con otros dos APC desarrollados de forma independiente, el OT-62 TOPAS y el Tipo 77. Mientras que el OT-62 es una copia mejorada del BTR-50 desarrollado conjuntamente por Checoslovaquia y Polonia, el Tipo 77, basado en el tanque ligero anfibio Tipo 63 desarrollado por la República Popular China (RPC).

## Variantes
- BTR-50P (БТР-50П) - transporte blindado de personal.[2] Tiene la capacidad de transportar hasta 20 soldados de infantería completamente equipados y puede armarse con una ametralladora media SGMB del calibre 7.62 mm, o una ametralladora pesada KPV del calibre 14.5 mm.
- BTR-50PU (БТР-50ПУ) - de puesto de mando móvil,[2] fue creado en 1958 con el nombre "Objeto 750K" y, tras completar las pruebas, fue aceptado en servicio el 14 de abril de 1959
- UR-67 (УР-67) - un vehículo blindado de limpieza de minas